# Toaster (música jamaicana)
Toasting, conversar com o público (rap em outras partes do Anglo Caribe) ou discotecar é o ato de falar ou cantar, geralmente em uma instrumental em loop, sobre um ritmo ou batida de um DJ de reggae. Tradicionalmente, o método de toasting originou-se dos griots das tradições calipso e mento do Caribe. As letras podem ser improvisadas ou pré-escritas.
O toasting foi usado em várias tradições africanas, como griots cantando sobre uma batida de tambor, bem como nas formas musicais dos Estados Unidos e da Jamaica, como ska, reggae, dancehall e dub; também existe no grime e no hip hop vindos do Reino Unido, que normalmente tem muita influência caribenha. O toasting também é frequentemente usado na música soca e bouyon. A tradição oral afro-americana de brindar, uma mistura de conversa e canto, influenciou o desenvolvimento do MCing na música hip hop dos Estados Unidos. A combinação de canto e toasting é conhecida como singjaying.
No final dos anos 1950, o brinde de DJ foi desenvolvido pelo Conde Matchuki .  Ele concebeu a ideia ouvindo disc-jóqueis em estações de rádio americanas. Ele fazia jive afro-americano sobre a música enquanto selecionava e tocava música R&B. Deejays como Count Machuki trabalhando para produtores tocavam os últimos sucessos em sound Systems itinerantes em festas e adicionavam seus toasting ou vocais à música. Esses toasting consistiam em comédia, comentários arrogantes, rimas meio cantadas, cantos rítmicos, guinchos, gritos e narração de histórias rimadas.
Osbourne Ruddock (a.k.a. King Tubby) foi um engenheiro de gravação de som jamaicano que criou faixas de acompanhamento de ritmo sem vocal que foram usadas por DJs fazendo toasting criando discos de vinil únicos (também conhecidos como dubplates) de músicas sem os vocais e adicionando eco e efeitos sonoros.
DJs de toasting do final dos anos 1960 incluíam U-Roy e Dennis Alcapone, o último conhecido por misturar conversas de gângster com humor em seus brindes. No início dos anos 1970, DJs de brindes incluíam I-Roy (seu apelido é uma homenagem a U-Roy) e Dillinger, este último conhecido por seu estilo de toasting bem-humorado. No início dos anos 1970, a Big Youth tornou-se popular. No final dos anos 1970, Trinity o seguiu.
A década de 1980 viu a primeira dupla de DJs fazendo toasting, Michigan &amp; Smiley, e o desenvolvimento do toasting fora da Jamaica. Na Inglaterra, Pato Banton explorou suas raízes caribenhas, brindes humorísticos e políticos enquanto o Ranking Roger da Second Wave ou a banda de revival de ska Two-Tone The Beat da década de 1980 brindava com música que mesclava ska, pop e um pouco de punk influências.
A rima rítmica dos vocais do brinde afro-americano influenciou o desenvolvimento do brinde na Jamaica e o desenvolvimento do estilo dancehall (por exemplo, o pioneiro do hip-hop e DJ expatriado jamaicano Kool Herc e Phife Dawg do A Tribe Called Quest ). O brinde de DJ jamaicano também influenciou vários tipos de dance music, como jungle music e UK garage . Artistas do dancehall que alcançaram sucessos pop com vocais influenciados pelo brinde incluem Shabba Ranks, Shaggy, Lady Saw, Sean Paul, Terror Fabulous e Damian Marley .
 